# 山口重貞
山口 重貞（やまぐち しげさだ）は、常陸牛久藩の第3代藩主。第2代藩主・山口弘隆の長男。母は諏訪忠恒の娘。正室は土井利隆の娘。側室は永井氏。官位は従五位下。修理亮。幼名は長次郎。

## 経歴
延宝5年（1677年）、父の死去により家督を継いだ。長男が早世していたため、弟の重治をもって後継者にしようとしたが、これは不適格として廃嫡し、重治の長男である弘豊を後継者に指名した。元禄11年（1698年）4月4日、59歳で死去した。法号は一応即円重貞院。

## 系譜
父母
- 山口弘隆（父）
- 諏訪忠恒の娘（母）

正室
- 土井利隆の娘

側室
- 永井氏

子女
- 男子、夭折

養子
- 山口弘豊 - 山口重治の長男